# Ricardo Osorio
Ricardo Osorio Mendoza (ur. 30 marca 1980 w Huajuapan de León) – były piłkarz meksykański grający na pozycji środkowego lub prawego obrońcy. 
W latach 2003–2011 reprezentant Meksyku. Uczestnik Mistrzostw Świata w 2006 i 2010 roku oraz Copa América w 2004 roku.

## Kariera klubowa
Osorio jest wychowankiem klubu Cruz Azul Hidalgo, ale jego pierwszym profesjonalnym klubem stał się Cruz Azul. W jego barwach zadebiutował w 2001 w lidze meksykańskiej. W tym samym roku doszedł z nim do półfinałów play-off fazy Apertura. W sezonie 2002/2003 Osorio był już podstawowym zawodnikiem Cruz Azul. Wówczas wystąpił z nim w Copa Libertadores, dochodząc do ćwierćfinału tych rozgrywek, ale w lidze nie osiągnął sukcesów. W sezonie 2003/2004 doszedł z Cruz Azul do półfinałów Apertura, a w sezonie 2004/2005 także do półfinałów, ale tym razem fazy Clausura. W stołecznym klubie Osorio spędził także sezon 2005/2006, ale z Cruz Azul dwukrotnie odpadł w ćwierćfinałach play-off.
Latem 2006 za 3,5 miliona euro Osorio przeszedł do niemieckiego VfB Stuttgart, gdzie spotkał rodaka i kolegę z narodowej reprezentacji, Pavla Pardo. W Bundeslidze Ricardo zadebiutował 12 sierpnia w przegranym 0:3 domowym meczu z 1. FC Nürnberg. Szybko jednak zadomowił się w wyjściowej jedenastce VfB. 16 lutego 2007 zdobył swojego pierwszego gola na niemieckich boiskach, a Stuttgart pokonał na wyjeździe Eintracht Frankfurt 4:0. W całym sezonie był podporą defensywy drużyny prowadzonej przez Armina Veha i po majowym meczu z Energie Cottbus (2:1) mógł świętować pierwszy od 15 lat tytuł mistrza kraju dla zespołu ze Stuttgartu.
Po zakończeniu sezonu 2009/2010 Osorio opuścił Stuttgart. Po Mundialu 2010 powrócił do ojczyzny, podpisując kontrakt z CF Monterrey.
1 lipca 2016 roku zakończył piłkarską karierę.
| Sezon                      | Klub                       | Kraj                       | Rozgrywki                  | Mecze | Bramki |
| -------------------------- | -------------------------- | -------------------------- | -------------------------- | ----- | ------ |
| 2001/02                    | Cruz Azul                  | Meksyk                     | Primera División           | 11    | 0      |
| 2002/03                    | Cruz Azul                  | Meksyk                     | Primera División           | 36    | 0      |
| 2003/04                    | Cruz Azul                  | Meksyk                     | Primera División           | 40    | 0      |
| 2004/05                    | Cruz Azul                  | Meksyk                     | Primera División           | 28    | 0      |
| 2005/06                    | Cruz Azul                  | Meksyk                     | Primera División           | 25    | 0      |
| 2006/07                    | VfB Stuttgart              | Niemcy                     | Bundesliga                 | 27    | 1      |
| 2007/08                    | VfB Stuttgart              | Niemcy                     | Bundesliga                 | 22    | 0      |
| 2008/09                    | VfB Stuttgart              | Niemcy                     | Bundesliga                 | 17    | 0      |
| 2009/10                    | VfB Stuttgart              | Niemcy                     | Bundesliga                 | 7     | 0      |
| 2010/11                    | CF Monterrey               | Meksyk                     | Primera División           | 32    | 1      |
| 2011/12                    | CF Monterrey               | Meksyk                     | Primera División           | 23    | 0      |
| 2012/13                    | CF Monterrey               | Meksyk                     | Primera División           | 32    | 1      |
| Łącznie w Primera División | Łącznie w Primera División | Łącznie w Primera División | Łącznie w Primera División | 195   | 1      |
| Łącznie w Bundeslidze      | Łącznie w Bundeslidze      | Łącznie w Bundeslidze      | Łącznie w Bundeslidze      | 73    | 1      |

Źródło: National Football Teams (ang.)

## Kariera reprezentacyjna
W reprezentacji Meksyku Osorio zadebiutował 13 lipca 2003 w wygranym 1:0 meczu z Brazylią, rozegranym w ramach Złotego Pucharu CONCACAF. Wystąpił także w wygranym 1:0 finale tego turnieju, także z Brazylią. W 2005 roku zagrał w Złotym Pucharze CONCACAF 2005, ale z Meksykiem odpadł już w ćwierćfinale po porażce 1:2 z Kolumbią.
W 2006 ówczesny selekcjoner reprezentacji Meksyku, Ricardo Lavolpe, powołał Osorio do kadry na Mistrzostwa Świata w Niemczech. Wystąpił we wszystkich 3 meczach grupowych, a następnie w przegranym 1:2 po dogrywce meczu 1/8 finału z Argentyną.